# William White
William Henry White (Plymouth, 2 febbraio 1845 – Londra, 27 febbraio 1913) è stato un progettista britannico di navi da guerra e Capo Costruttore dell'Ammiragliato.

## Biografia
White nacque a Devonport, figlio di Robert White, un conciatore, e di Jane Matthews, sua moglie.
Nel 1859 divenne apprendista presso l'arsenale della marina che si trovava nella sua città natale. Nel 1863 ottenne una borsa di studio per studiare alla da poco formata Royal School of Naval Architecture a South Kensington, sobborgo di Londra. Dopo l'apprendistato lavorò per l'Ammiragliato sulle specifiche e sui calcoli di nuove navi e divenne il segretario dell'allora Capo Costruttore, Edward Reed, fino alle sue dimissioni il 9 luglio 1870.
Fu poi nominato istruttore di progetto navale alla Royal School of Naval Architecture e nel 1872 divenne segretario del Consiglio di Costruzione che si occupava di controllare la costruzione di tutte le navi della Royal Navy. Dal 1872–1873 lavorò presso gli arsenali di Pembroke e Portsmouth.
Nel marzo 1875 fu promosso Assistente Costruttore e si sposò più tardi nello stesso anno. Nell'aprile 1883 diede le dimissioni dall'Ammiragliato e si unì alla compagnia di Sir William Armstrong come progettista e manager delle costruzioni militari. Il 1 agosto 1885 ritornò all'Ammiragliato come Director of Naval Construction e Assistant Controller of the Navy. Fu subito reso partecipe nella riorganizzazione degli arsenali e dei dipartimenti tecnici e in seguito lavorò sul progetto rivoluzionario delle corazzate classe Royal Sovereign. Fu nominato cavaliere dell'Ordine del Bagno nel 1895.
Nel 1901 soffrì di esaurimento nervoso in seguito delle critiche subite in parlamento per il quasi capovolgimento dello yacht reale Victoria and Albert III, che accadde il 3 luglio 1900, dopo l'uscita dal bacino di carenaggio dov'era in completamento. La causa fu un peso eccessivo di 700 t sopra il centro di gravità della nave, in particolare un grosso quantitativo di cemento attorno agli appartamenti reali con funzioni di isolante acustico. Conseguentemente, l'altezza metacentrica si era ridotta da 61 cm a 8 cm. L'Ammiragliato, dopo averlo esonerato da responsabilità diretta, lo accusò di "non aver sottolineato abbastanza ai suoi subordinati l'importanza del compito loro affidato". Nell'aprile 1901 consegnò il suo ultimo progetto per una corazzata, la classe King Edward VII, ma era malato e costantemente preoccupato per problemi triviali, inabile di delegare anche la decisione più piccola. Richiese il prepensionamento e lasciò l'Ammiragliato il 31 gennaio 1902.
Nei sedici anni in cui fu il capo delle costruzioni navali ebbe la responsabilità per il progetto di 43 corazzate, 26 incrociatori corazzati, 102 incrociatori protetti e 74 navi da guerra non corazzate, un totale di 245 navi, per il valore (nel 1900) di 80 milioni di sterline.
In seguito al pensionamento fu consulente per il progetto del transatlantico della Cunard RMS Mauretania e presidente dell'Institution of Civil Engineers, dell'Institution of Mechanical Engineers e dell'Institution of Marine Engineers. Fu anche presidente del consiglio della Royal Society of Arts tra il 1909 e il 1910 e governatore dell'Imperial College dal 1907 fino alla morte. Morì per un infarto a Londra il 27 febbraio 1913.
White fu eletto, nel giugno 1888, membro della Royal Society. Nel 1894 divenne membro onorario dell'Institution of Engineers and Shipbuilders in Scozia. Nel 1900 fu eletto membro dell'Accademia Reale Svedese delle Scienze.

## Onorificenze
| Nastro | Onorificenza                                       | Anno |
| ------ | -------------------------------------------------- | ---- |
|        | Cavaliere Commendatore dell'Ordine del Bagno (KCB) | 1895 |

## Pubblicazioni
- A Manual of Naval Architecture: For the use of Officers of the Royal Navy, Shipbuilders (1887)